# 桂昌寺 (郡上市)

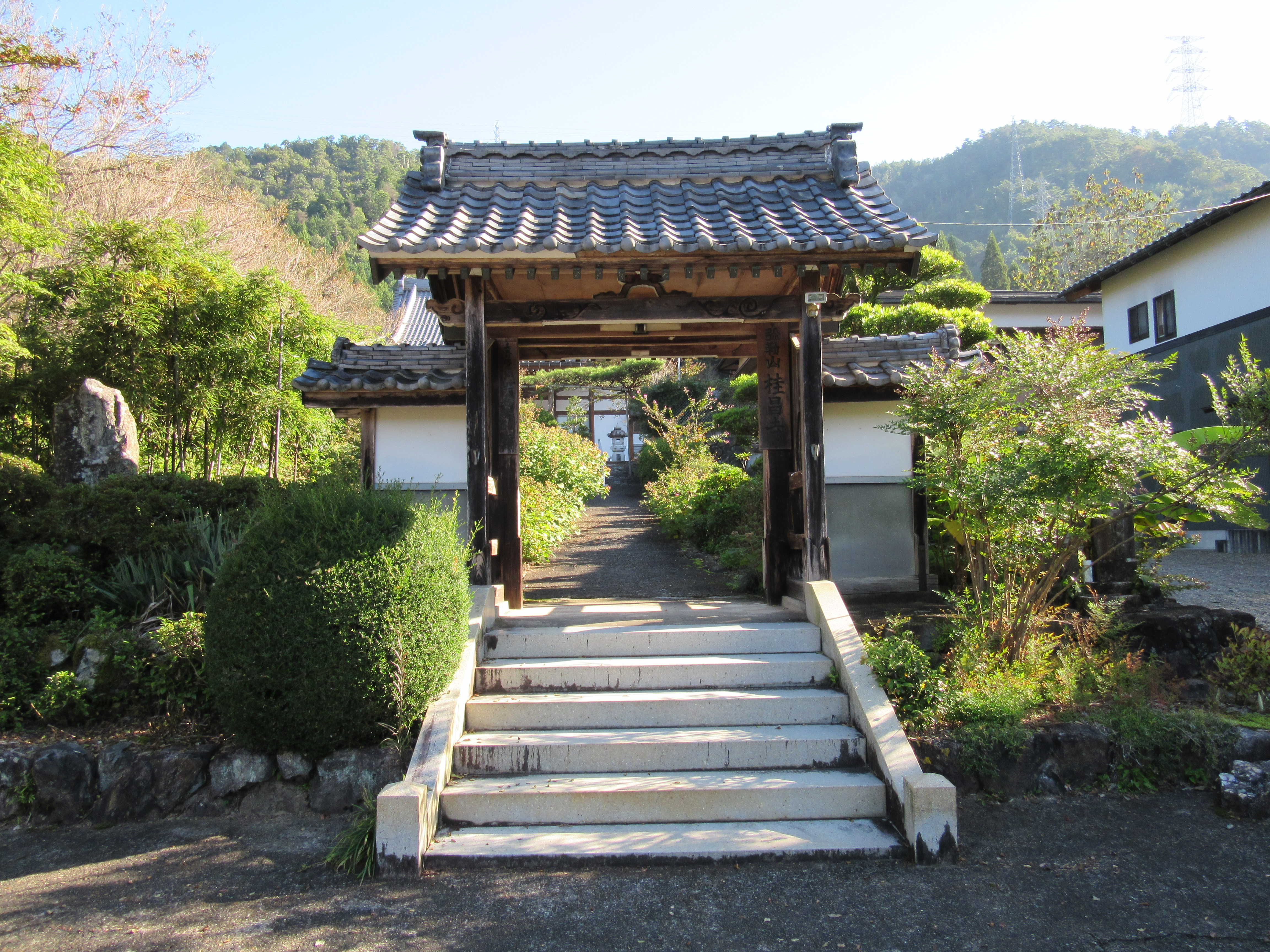
桂昌寺山門

桂昌寺（けいしょうじ）は岐阜県郡上市美並町にある寺。境内に咲くぼたんの花が有名。なお副住職の清水宗元はブラジリアン柔術団体の代表。

## 交通アクセス
- 長良川鉄道大矢駅で下車、徒歩10分ほど。